# Fegyver- és Gépgyár

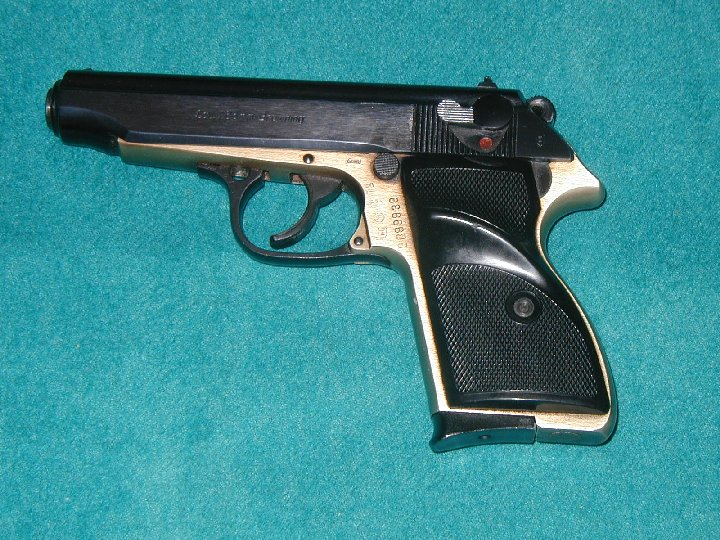
FEG PA-63

Fegyver- és Gépgyár, также FÉG (сокращение от Fegyver- és Gépgyártó Részvénytársaság) — существовавшая в 1891—2004 годах венгерская компания, производившая огнестрельное оружие.

## История
Основана 24 февраля 1891 года в Будапеште.
Будучи основным венгерским производителем оружия, выпускала также различное газовое оборудование, водонагреватели, лампы и разнообразные изделия из металла. С 1899 года завод начал выпуск дизельных двигателей, после того как венгерский инженер Оскар Эпперлейн (1844-1903) и Йено Бёсёрмени (1872 - 1957) приобрели патентные права на дизельные двигатели для компании FÉG у его автора Рудольфа Дизеля.
С 1914 по 1935 год заводом руководил Рудольф Фроммер, занимавшийся также и конструированием стрелкового оружия. На предприятии выпускались все пистолеты его разработки - от раннего Frommer M1910, сконструированного ещё в период его работы клерком, до завершённого коллегами FEG 37M.
В начале 1970х годов завод производил нарезное стрелковое оружие, а также десять моделей гладкоствольных и комбинированных охотничьих ружей.
На протяжении своей более чем столетней истории компания несколько раз переименовывалась: с 1935 — Fémáru, Fegyver- és Gépgyár («Завод металлоизделий, оружия и станков»), с 1946 — Lámpagyár («Ламповый завод»), с 1965 — Fegyver- és Gázkészülékgyár («Завод оружия и газового оборудования») и, наконец, с 1991 — FÉGARMY Fegyvergyártó Kft. («Оружейное АО FÉGARMY»).
В связи с закрытием многих рынков сбыта продукции в результате эмбарго, после 2004 компания объявила о банкротстве.

## Продукция
- Пистолеты:
  - Roth-Steyr M1907
  - Frommer M1901
  - Frommer M1910
  - Frommer Stop
  - Frommer Baby
  - Frommer Liliput
  - FEG 29M
  - FEG 37M
  - FEG 48M Walam
  - Tokarev 48M и FEG Tokagypt 58
  - RK-59
  - Hege AP66
  - FEG PA-63 (AP-63, PMK-380)
  - FEG P9, клон Browning Hi-Power (производился в нескольких вариантах)
- Винтовки и карабины:
  - Steyr Mannlicher M1895
  - Mannlicher M35
  - Mannlicher 43M
  - карабин Мосина 44M, 48M
  - СКС (7,62mm Szimonov Karabély Szisztéma, SzKSz))
- Пистолеты-пулемёты:
  - ППШ (7.62mm Géppisztoly 48.Minta)
  - KGP-9
- Автоматы:
  - AK-55, AMD-65, AMP-69, FEG SA-85
  - NGM-81
- Пулемёты:
  - РПД (7,62mm DPM Golyószóró)
  - СГ-43 (7.62mm KGK Géppuska и 7.62mm SGM Nehéz Géppuska)
  - ДШК
- Ружья:
  - однозарядное ружье FEG Hunter[2]
- Другое:
  - пневматические винтовки LG 427, LG 527
  - стартовые пистолеты GRP-9